# Snijkova Balka, Svitlovodsk
Snijkova Balka (în ucraineană Сніжкова Балка) este un sat în comuna Velîka Andrusivka din raionul Svitlovodsk, regiunea Kirovohrad, Ucraina.

## Demografie
Componența lingvistică a localității Snijkova Balka
     Ucraineană (75%)
     Rusă (25%)
Conform recensământului din 2001, majoritatea populației localității Snijkova Balka era vorbitoare de ucraineană (75%), existând în minoritate și vorbitori de rusă (25%).